# Aide au maintien dans la file de circulation
L'aide au maintien dans la file de circulation (LKA Lane-Keeping Assist) est un système d'aide à la conduite automobile.
La fonction est destinée à réduire le risque d'accidents dans des situations où le conducteur quitte involontairement sa voie de circulation : il limite le risque de quitter la route ou de rouler dans la voie opposée.
En 2004, Toyota introduisit un système LKA dans son modèle Crown Majesta capable de donner un léger coup de volant pour aider le véhicule à se maintenir dans sa voie.
Le système d'aide au suivi de voie — dit Aide au maintien dans la file de circulation — est défini par la norme internationale ISO 11270:2014.
Ce système d'aide se différencie de la simple alerte de franchissement involontaire de ligne par une capacité du système d'aide à intervenir dans certains cas relativement à la commande de la direction.
Le Règlement (UE) 2019/2144 du Parlement européen et du Conseil du 27 novembre 2019 est adopté en juin 2019, pour entrer en vigueur dès le 6 juillet 2022 pour les nouveaux types de véhicules et le 7 juillet 2024 pour les véhicules neufs (nouvelle immatriculation) en case de départ de vie et de risque de collisions, 
Contrairement à l'ALKS (Automated Lane Keeping Systems) qui est une fonction autonome de conduite du véhicule, l'aide au maintien dans la file de circulation n'est qu'une aide, et le conducteur doit maintenir son activité de conduite.
D'après le règlement CEE-ONU 79, la fonction qui aide le conducteur à maintenir le véhicule dans la voie qu’il a choisie est une fonction de direction à commande automatique, de catégorie B1.
D'après ce règlement, la fonction qui aide le conducteur à maintenir le véhicule dans la voie peut être désactivée ou activée aisément par le conducteur. La fonction doit empêcher le dépassement de la ligne sauf dans le cas où la vitesse/accélération latérale est supérieure à un seuil.
Ce système est pris en compte dans les tests de l'Euro NCAP.

## Critiques
L'une des critiques du système mentionne son incompatibilité sur certains véhicules avec la pratique légalisée en France de la circulation entre deux files, dite interfile, des motards.